# Annitella triloba
Annitella triloba är en nattsländeart som beskrevs av Marinkovic-gospodnetic 1957. Annitella triloba ingår i släktet Annitella och familjen husmasknattsländor. Inga underarter finns listade i Catalogue of Life.